# 蘇國華
蘇國華（?—?），清朝政治人物。
乾隆7年（1742年），擔任清朝遵义府婺川縣知縣。后由王夢賚接任。